# دانيال غري
دانيال غري (بالإنجليزية: Daniel Grey)‏ هو لاعب كرة قدم بريطاني (وحمل سابقاً جنسية المملكة المتحدة لبريطانيا العظمى وأيرلندا) في مركز جناح ‏، ولد في 1848، وتوفي في 26 فبراير 1900. لعب مع Druids F.C. ‏.

## وصلات خارجية
- دانيال غري على موقع قاعدة بيانات كرة القدم.إي يو (الإنجليزية)